# レトルトパウチ!
『レトルトパウチ！』は、横槍メンゴによる日本の漫画。『ミラクルジャンプ』（集英社）にて、2014年5月号から2017年2月号まで連載された。その後掲載誌を『週刊ヤングジャンプ』（同社刊）に移し、同年26号から2019年3号まで連載。

## あらすじ
20XX年、深刻を極めた少子化問題。その対策として政府はとんでもない学園を設立した。その名も「衿糸学園」。衿糸学園の目的は「男女が正常に付き合うことを教育し、近い将来に家柄の良いもの同士で結婚させること」。エリートが集結し、「恋愛（による性行為）」を至上主義とする狂った学園で、童貞の少年と処女の少女が己の信念のために卒業まで清純でいられるよう奔走する。

## 登場人物

### 主人公
清天我（きよし てんが）
衿糸学園の一年生。学園唯一の童貞。4人兄弟の長男。彩葉との約束を果たすために衿糸学園で3年童貞を守ると決意している。衿糸学園の方針に対しておかしい、非人道的だ、と非難している。鈍感。家が貧乏であるために昔からよく幸流に食べ物を恵んでもらっていた。莫大な学費と生活費は寿司屋や宅配業でのバイトで稼いでいる。

### 学園関係者
明星幸流（あけぼし さちる）
衿糸学園の一年生。「処女四天王」のひとり。天我とは幼馴染みで彼の彩葉に対する一途な姿に惹かれ、好意を寄せている。処女を守っているのは天我に処女を捧げるためである。感度がいい。超有名菓子メーカー明星銘菓の社長令嬢。
宇留鷲恵麻（うるわし えま）
衿糸学園の二年生。「処女四天王」のひとり。世界平和を目指している。スティービ・ジョベスの孫で桁違いのセレブ。宇留鷲グループの後継者候補。ギャルのような見た目をしておりスタイルも良く、頭も良い。大食いである。好物はレトルト食品で、ストローで飲んでいる描写がよく見られる。レトルト食品が好きな理由はどこにも穴が空いておらず腐らないからだと話している。天我に告白して振られた。
朱鷺川めばえ（ときがわ めばえ）
衿糸学園の二年生。恵麻の従姉妹。ビッチーズの1人。黒髪でツインテール。セックスが大好きなビッチであるがゼノフィリアで赤の他人しか性的に愛せず、一度した相手とはしたがらない。セックスばかりしているため成績は悪い。本能に逆らって生きる人間が嫌いで、衿糸学園で童貞を守っている天我や処女の幸流や恵麻に敵対している。天我を落とそうと強引にディープキスをするなどして誘惑している。初めて付き合った相手は家庭教師の先生で処女卒業の相手。めばえはゼノフェリアであるが家庭教師の先生とだけは何回やっても気持ちがよかったと話しており、体の相性が良かったのだと思っている（しかしリカはそれは体の相性がよかっただけではないと見抜いている）。巫女のバイトをしている。
荒巻リカ（あらまき りか）
衿糸学園の二年生。めばえと同じくビッチーズでめばえの親友だが実はめばえのことが好き。めばえと同じくゼノフィリア。めばえとの4Pが好きでよくしている。
喜多嶋ふみか（きたじま ふみか）
衿糸学園の一年生。天性のモテ女で学年の9割の男に告白されている。キャバクラで働く姉と二人暮らししている。実は「処女四天王」のひとりだが隠している。モーミンに処女貫通を頼んだが失敗。入学してからめばえに憧れていて弟子入りしたが方向性の違いによりビッチーズからは脱退した。幼馴染みの男子のことがずっと気になっていたが失恋。幸流と天我との恋を応援している。
カッチン
ふみかの幼馴染み。昔からよくモテていた。高校のクラスメイトと付き合っている。実は幸流と同じ中学の出身。

### その他の人物
松波彩葉（まつなみ いろは）
「本当の恋愛」を知りたい未来人。天我が想いを寄せている女性。天我たちと同い年だが飛び級で大学に入っており、今は海外の研究所で働いている。研究で天我や幸流たちのことを観察している。
大吾（だいご）
彩葉と共に海外の研究所で働いている未来人。彩葉に想いを寄せている。
モーミン
カリスマAV男優。授業でレクチャーを行うために衿糸学園にやって来た。ふみかが処女だということを知っており処女貫通を頼まれたが怖気付いてしまい失敗。

## 作中用語
衿糸学園（えりいとがくえん）
処女四天王（しょじょしてんのう）
処女補習（しょじょほしゅう）
童貞補習（どうていほしゅう）

## 書誌情報
- 横槍メンゴ 『レトルトパウチ!』 集英社〈ヤングジャンプ・コミックス〉、全7巻
  1. 2014年11月24日発行（11月19日発売[集 1]）、ISBN 978-4-08-890070-4
  2. 2015年6月30日発行（6月25日発売[集 2]）、ISBN 978-4-08-890210-4
  3. 2016年2月24日発行（2月19日発売[集 3]）、ISBN 978-4-08-890330-9
  4. 2017年5月24日発行（5月19日発売[集 4]）、ISBN 978-4-08-890607-2
  5. 2017年12月24日発行（12月19日発売[集 5]）、ISBN 978-4-08-890823-6
  6. 2018年7月24日発行（7月19日発売[集 6]）、ISBN 978-4-08-891074-1
  7. 2019年2月24日発行（2月19日発売[集 7]）、ISBN 978-4-08-891192-2